# Saccobolus depauperatus
Saccobolus depauperatus är en svampart som först beskrevs av Berk. & Broome, och fick sitt nu gällande namn av Rehm 1876. Saccobolus depauperatus ingår i släktet Saccobolus och familjen Ascobolaceae.  Arten är reproducerande i Sverige. Inga underarter finns listade i Catalogue of Life.